# Johan Audel
Johan Audel (født 12. december 1983 i Nice, Frankrig) er en fransk fodboldspiller, der spiller som kantspiller eller alternativt angriber hos israelske Beitar Jerusalem. Tidligere har han repræsenteret OGC Nice, Lille OSC, FC Lorient og Valenciennes FC i sit hjemland samt tyske VfB Stuttgart.